# SVG 워킹 그룹
SVG 워킹 그룹(SVG Working Group)은 W3C가 결성한 워킹 그룹이다. SVG 워킹 그룹은 포스트스크립트 문서 형식에 대한 대안의 필요성이 대두되자 이 필요를 충족시킬 대안을 마련하기 위해 결성되었다. 포스트스크립트 문서 형식을 가지고 문서를 작성했을 경우, 크기가 가변적인 폰트 혹은 오브젝트가 들어간 문서가 고정인 폰트 혹은 오브젝트로만 생성한 문서보다 파일 크기가 훨씬 커지는 문제가 있었다. 

## 역사
1998년 4월, 어도비 시스템즈, IBM, 넷스케이프, 썬 마이크로시스템즈의 4개사의 대표가 W3C에서한(note)을 보냈다. 프리시전 그래픽스 마크업 랭귀지(Pricision Graphics Markup Language) - 다시 말해 PGML에 관한 것이었다. 프리시전 그래픽스 마크업 랭귀지는 XML 기반의 마크업 언어였다.
한 달 뒤, 휴렛 팩커드, 매크로미디어, 마이크로소프트, 비지오 등이 W3C에 메시지(message)를 보냈다. VML이라고 하는 XML 기반의 벡터 마크업 랭귀지에 관한 것이었다.
두 개의 공문을 받아든 W3C는 워킹 그룹을 하나 조직하였다. 6달 뒤, 이 그룹은 SVG(Scalable Vector Graphics 스케일러블 벡터 그래픽스[*])라고 불리는 포맷에 대한 요구사양(requirements) 문서 초안을 완성하였다. SVG는 포스트스크립트에서 쓰인 랭귀지와는 달리 월드 와이드 웹 용도에 최적화되어 있다. SVG는 XML을 가지고 2차원 그래픽스와 그래픽 응용 프로그램을 기술(describe)한다.

## 회원사
SVG 워킹 그룹의 회원은 다음과 같다.
- 어도비 시스템즈
- 오픈 텍스트 (BitFlash Division)
- 캐논 (기업)
- ERCIM
- 에릭슨
- Expway
- 프랑스 텔레콤
- Groupe des Ecoles de Télécommunications
- Ikivo AB
- ILOG
- 이테도 소프트웨어
- KDDI
- 게이오기주쿠 대학
- 노키아
- 리서치 인 모션 (RIM)
- 샤프 (기업)
- 썬 마이크로시스템즈

W3C는 또한 여러 전문가(export)들을 워킹 그룹에 초빙하였다.